# Maianthemum monteverdense
Maianthemum monteverdense är en sparrisväxtart som beskrevs av Lafrankie. Maianthemum monteverdense ingår i släktet ekorrbärssläktet, och familjen sparrisväxter. Inga underarter finns listade i Catalogue of Life.